# 臼田站
臼田站（日语：／ Usuda eki */?）是位於長野縣佐久市下越，東日本旅客鐵道（JR東日本）的小海線車站。

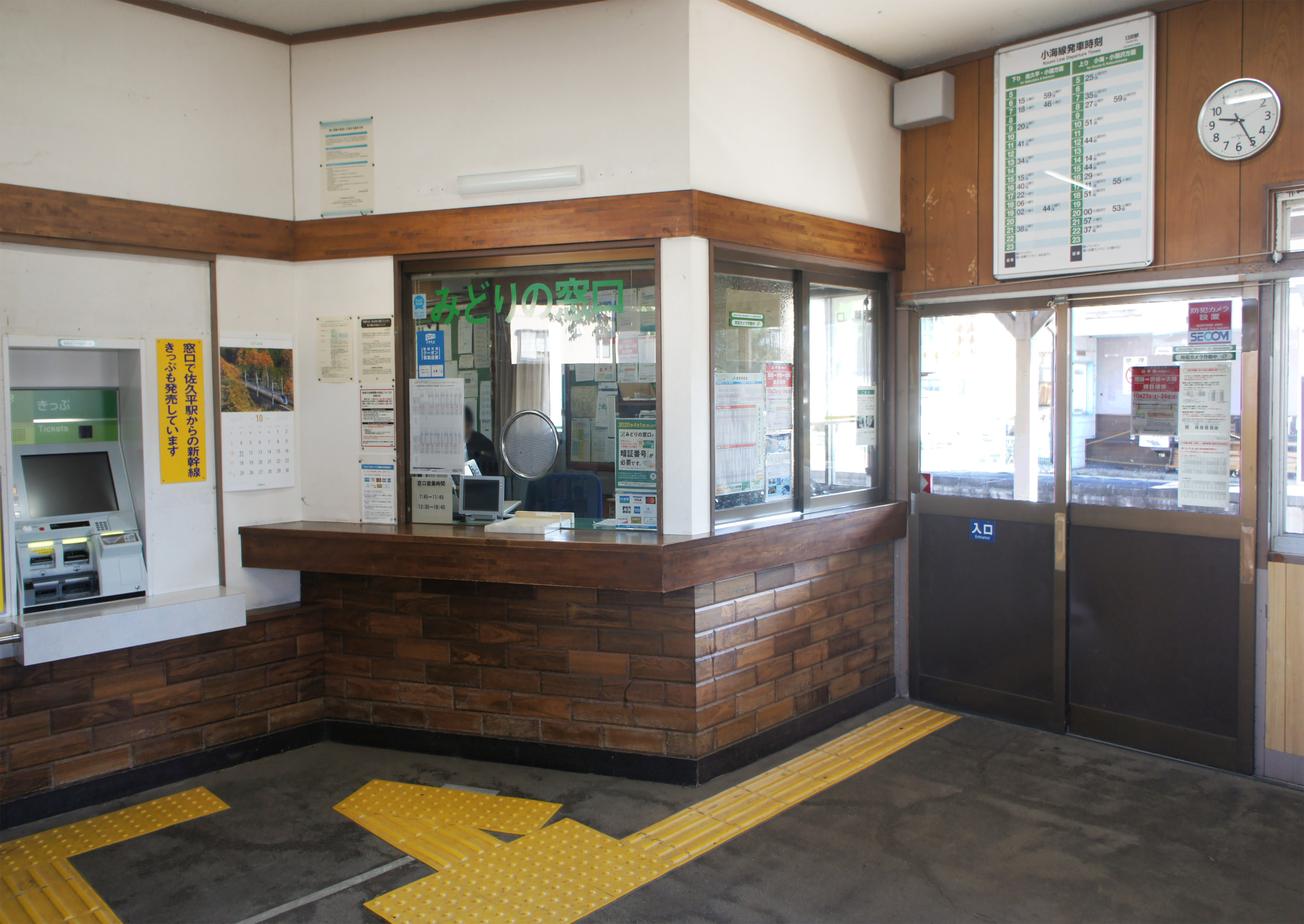
驗票口（2021年10月）

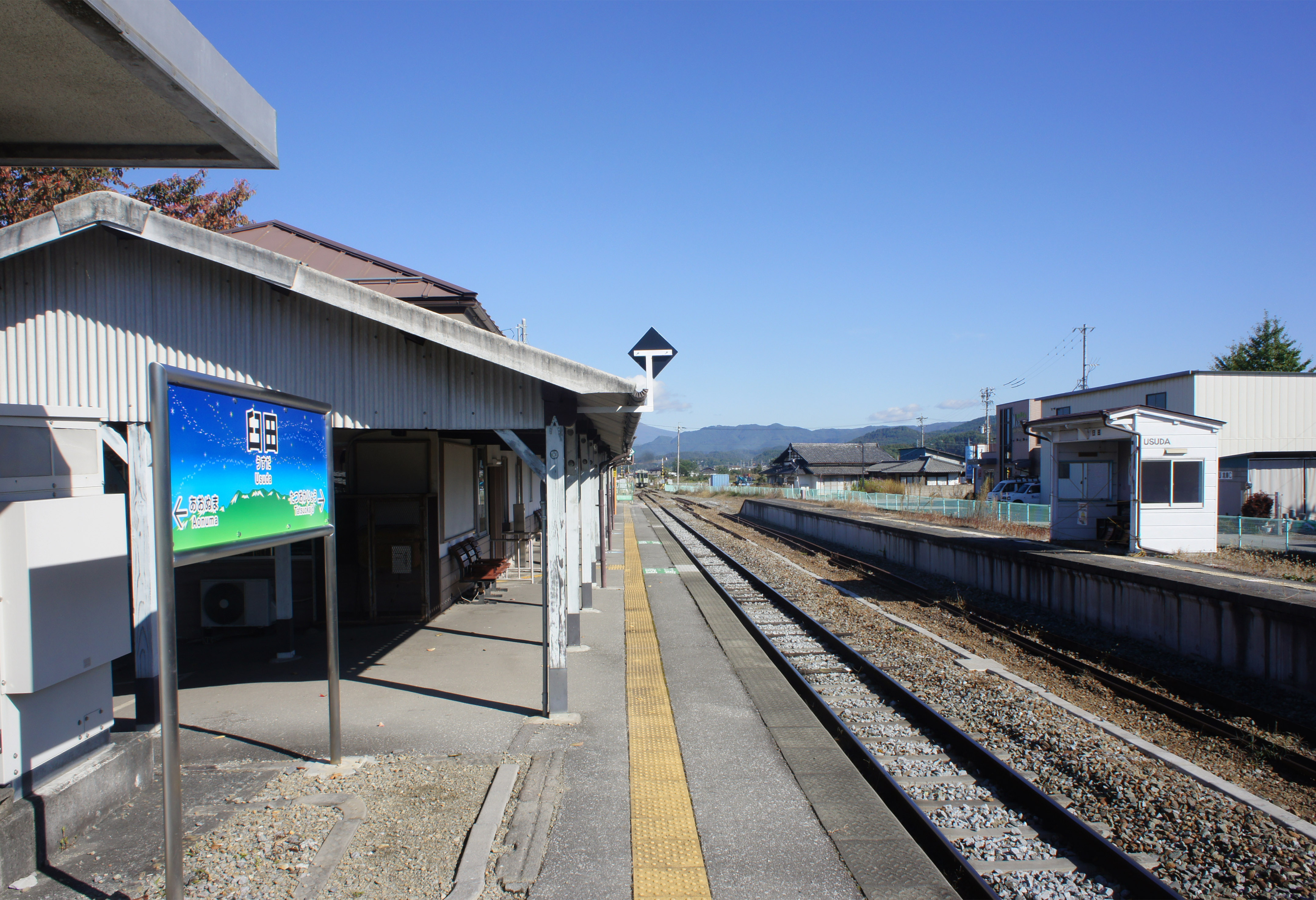
候車室與月台（2021年10月）

## 歷史
- 1915年（大正4年）12月28日：佐久鐵道 中込站至羽黑下站之間開通，此站啟用。此站當時名為三反田站（日语：／）。為旅客和貨物車站。
- 1934年（昭和9年）9月1日：佐久鐵道被國有化，成為國鐵車站[2]。同時，車站日文讀法改為[3]。
- 1963年（昭和38年）10月1日：隨著自治體合併，車站改名為臼田站[1]。
- 1970年（昭和45年）10月1日：結束貨物起卸業務。
- 1987年（昭和62年）4月1日：伴隨國鐵分割民營化，車站由東日本旅客鐵道（JR東日本）營運[4]。
- 2020年（令和2年）10月12日：在地方交通線首次引入列車控制系統（無線列車控制系統）ATACS[5][6]。同時交會設備廢止。

## 車站構造
車站是一座地面車站，設有1面1線單式月台。此站曾經設有2面3線月台，後來變為只有2面2線的相對式月台。隨著無線列車控制系統引入，現時只有舊下行月台。
此站是業務委託車站，委托了長鐵開發負責車站業務。此站設有綠色窗口和自動售票機。在黃昏後和早上均沒有車站職員當值。

## 使用狀況
根據「JR東日本」資料，在2019年度（令和元年度）的1日平均乘車人次為187人。
以下為近年乘車人次變化：
| 乘車人次變化       | 乘車人次變化     | 乘車人次變化          |
| 年度               | 1日平均 乘車人次 | 參考資料              |
| ------------------ | ---------------- | --------------------- |
| 2000年（平成12年） | 389              | [ 利用客数 2 ]        |
| 2001年（平成13年） | 336              | [ 利用客数 3 ]        |
| 2002年（平成14年） | 315              | [ 利用客数 4 ]        |
| 2003年（平成15年） | 311              | [ 利用客数 5 ]        |
| 2004年（平成16年） | 290              | [ 利用客数 6 ]        |
| 2005年（平成17年） | 270              | [ 利用客数 7 ]        |
| 2006年（平成18年） | 243              | [ 利用客数 8 ]        |
| 2007年（平成19年） | 238              | [ 1 ] [ 利用客数 9 ]  |
| 2008年（平成20年） | 245              | [ 利用客数 10 ]       |
| 2009年（平成21年） | 244              | [ 1 ] [ 利用客数 11 ] |
| 2010年（平成22年） | 254              | [ 3 ] [ 利用客数 12 ] |
| 2011年（平成23年） | 265              | [ 利用客数 13 ]       |
| 2012年（平成24年） | 236              | [ 利用客数 14 ]       |
| 2013年（平成25年） | 237              | [ 利用客数 15 ]       |
| 2014年（平成26年） | 240              | [ 利用客数 16 ]       |
| 2015年（平成27年） | 235              | [ 利用客数 17 ]       |
| 2016年（平成28年） | 225              | [ 利用客数 18 ]       |
| 2017年（平成29年） | 223              | [ 利用客数 19 ]       |
| 2018年（平成30年） | 208              | [ 利用客数 20 ]       |
| 2019年（令和元年） | 187              | [ 利用客数 1 ]        |

## 車站周邊
- 佐久市臼田分所[1]（舊・臼田町（日语：臼田町）公所）
- 佐久市立臼田中學
- 長野縣厚生連佐久綜合醫院[1]
- 龍岡城[1]
- 佐久市立田口小學
- 日本難抵極（最近此站，實際地點是在山中）

## 巴士路線
- 佐久市循環巴士　南循環線（委托千曲巴士（日语：千曲バス）運行）
  - 佐久醫療中心 - 中込站 - 野澤巴士中心 - 佐久綜合醫院 - 臼田站 - 中込站 - 佐久市政廳 - 佐久醫療中心

## 相鄰車站
東日本旅客鐵道（JR東日本）
■小海線
青沼－臼田－龍岡城

## 注腳

### 使用狀況
1. 1 2  . 東日本旅客鐵道.   [2020-07-18]. （原始内容存档于2020-07-10） （日语）.
2. ↑  . 東日本旅客鐵道.   [2019-04-15]. （原始内容存档于2019-04-02） （日语）.
3. ↑  . 東日本旅客鐵道.   [2019-04-15]. （原始内容存档于2019-02-22） （日语）.
4. ↑  . 東日本旅客鐵道.   [2019-04-15]. （原始内容存档于2019-04-02） （日语）.
5. ↑  . 東日本旅客鐵道.   [2019-04-15]. （原始内容存档于2019-03-27） （日语）.
6. ↑  . 東日本旅客鐵道.   [2019-04-15]. （原始内容存档于2019-02-23） （日语）.
7. ↑  . 東日本旅客鐵道.   [2019-04-15]. （原始内容存档于2019-04-02） （日语）.
8. ↑  . 東日本旅客鐵道.   [2019-04-15]. （原始内容存档于2019-04-02） （日语）.
9. ↑  . 東日本旅客鐵道.   [2019-04-15]. （原始内容存档于2019-04-02） （日语）.
10. ↑  . 東日本旅客鐵道.   [2019-04-15]. （原始内容存档于2019-02-22） （日语）.
11. ↑  . 東日本旅客鐵道.   [2019-04-15]. （原始内容存档于2019-04-02） （日语）.
12. ↑  . 東日本旅客鐵道.   [2019-04-15]. （原始内容存档于2019-04-02） （日语）.
13. ↑  . 東日本旅客鐵道.   [2019-04-15]. （原始内容存档于2019-04-02） （日语）.
14. ↑  . 東日本旅客鐵道.   [2019-04-15]. （原始内容存档于2019-03-27） （日语）.
15. ↑  . 東日本旅客鐵道.   [2019-04-15]. （原始内容存档于2019-03-06） （日语）.
16. ↑  . 東日本旅客鐵道.   [2019-04-15]. （原始内容存档于2019-03-06） （日语）.
17. ↑  . 東日本旅客鐵道.   [2019-04-15]. （原始内容存档于2019-03-23） （日语）.
18. ↑  . 東日本旅客鐵道.   [2019-04-15]. （原始内容存档于2019-02-14） （日语）.
19. ↑  . 東日本旅客鐵道.   [2019-04-15]. （原始内容存档于2019-03-25） （日语）.
20. ↑  . 東日本旅客鐵道.   [2019-07-24]. （原始内容存档于2019-07-05） （日语）.

## 外部連結
- 車站資訊（臼田）：東日本旅客鐵道（日語）